# Irene Bedard
Irene Bedard (Anchorage, 22 de julho de 1967) é uma atriz norte-americana conhecida por interpretar papéis de personagens nativos americanos em vários filmes. A atriz interpretou a personagem Suzy Song no filme de 1998, Smoke Signals, uma adaptação das histórias de Sherman Alexie bem como deu a voz à personagem principal no filme de animação de 1995 da Disney, Pocahontas. Bedard reprisou seu papel como Pocahontas na sequência, Pocahontas II: Jornada para um Novo Mundo (1998) e fez uma participação especial em Ralph Breaks the Internet (2018).

## Biografia
Bedard nasceu em Anchorage, no Alasca filho de mãe Iñupiaq e pai Cris. Ela é uma cidadã registrada da aldeia nativa de Koyuk, no Alasca. Após se formar na Dimond High Schoolem em 1985, Bedard estudou na Universidade das Artes da Filadélfia, Pensilvânia, onde estudou teatro musical.[carece de fontes?]
Em 1993, Bedard casou-se com o músico Denny Wilson. Os dois se divorciaram em 2012 devido a acusações de Bedard de que ele a abusava.

## Carreira
Em 1994, Bedard apareceu em seu primeiro papel na produção televisiva de Lakota Woman: Siege at Wounded Knee. Por esse papel, ela foi indicada ao Globo de Ouro de Melhor Atriz em Minissérie ou Filme para Televisão. Assim, em 1994, ela se tornou a primeira mulher nativa americana a receber uma indicação ao prêmio de atuação do Globo de Ouro.
Bedard é conhecida por dar a voz à protagonista homônima do filme de animação da Disney de 1995, Pocahontas, na sua sequência de 1998, Pocahontas II: Journey to a New World, e no filme de 2018, Ralph Breaks the Internet. Ela apareceu em uma versão diferente da história no filme de Terrence Malick de 2005, The New World, como a mãe de Pocahontas.
Em 2005, ela foi escalada para a minissérie de televisão Into the West como Margaret "Light Shines" Wheeler. Bedard tem sido muito ativa em grupos ambientais para proteger terras sagradas. Em 1997, Bedard e Floyd Westerman co-apresentaram um evento beneficente para o Dine' People of Big Mountain no The Loft Theatre, em Pasadena. Em 2015, ela apareceu no primeiro longa-metragem de Chloé Zhao, Songs My Brothers Taught Me. Em 2016, Bedard anunciou um acordo com a Nação Catawba da Carolina do Sul para participar de um acordo de produção. Em 2017, ela apareceu como personagem recorrente na série de TV The Mist. Bedard fez uma aparição no videoclipe da música " Family Feud " de Jay-Z de 2017.
Em 2022, ela foi escalada como Yagoda na série da Netflix Avatar: The Last Airbender e como Sylvie Nanmac em Alaska Daily.

## Filmografia

### Filme
| Ano  | Título                                | Papel                   | Notas                   |
| ---- | ------------------------------------- | ----------------------- | ----------------------- |
| 1994 | Squanto: A Warrior's Tale             | Nakooma                 |                         |
| 1995 | Pocahontas                            | Pocahontas (voz)        | [ 18 ]                  |
| 1996 | Navajo Blues                          | Audrey Wyako            |                         |
| 1997 | Song of Hiawatha                      | Minnehaha               |                         |
| 1997 | Det store flip                        | Oglala                  |                         |
| 1998 | 6/29                                  | Laura Cooper            |                         |
| 1998 | Naturally Native                      | Tanya Lewis             |                         |
| 1998 | Smoke Signals                         | Suzy Song               |                         |
| 1998 | Pocahontas II: Journey to a New World | Pocahontas (voice)      | Direct-to-video         |
| 1998 | 12 Bucks                              | Babe                    |                         |
| 1999 | Wildflowers                           | Ruby                    |                         |
| 2000 | Pussykat                              |                         |                         |
| 2001 | Your Guardian                         | Katherine 'Kat' Damon   |                         |
| 2003 | Paris                                 | Sandy                   |                         |
| 2003 | Greasewood Flat                       | Abbey                   |                         |
| 2003 | Edge of America                       | Annie Shorty            | Telefilme               |
| 2005 | Planting Melvin                       | Billie Lawrence         |                         |
| 2005 | Miracle at Sage Creek                 | Sunny                   |                         |
| 2005 | Love's Long Journey                   | Miriam Red Hawk McClain | Telefilme               |
| 2005 | The New World                         | Nonoma                  |                         |
| 2007 | Cosmic Radio                          | K.C.                    |                         |
| 2007 | Tortilla Heaven                       | Liberata                |                         |
| 2007 | The Red Chalk                         | Eve                     | Curta-metragem          |
| 2008 | Turok: Son of Stone                   | Catori (voice)          |                         |
| 2011 | The Tree of Life                      | Messenger               |                         |
| 2013 | Vertical                              | Lucy Mills              |                         |
| 2014 | Ron and Laura Take Back America       | Mrs. Alma               |                         |
| 2015 | Songs My Brothers Taught Me           | Lisa Winters            |                         |
| 2017 | Spreading Darkness                    | Marci Gippolin          |                         |
| 2018 | Ralph Breaks the Internet             | Pocahontas (voz)        | [ 19 ] [ 18 ]           |
| 2019 | The Bygone                            | Mrs. Call               |                         |
| 2022 | The Harbinger                         | Floating Hawk           | Also executive producer |
| 2022 | How to Blow Up a Pipeline             | Joanna                  |                         |
| 2022 | Mending the Line                      | Mrs. Redcloud           |                         |
| 2022 | The Redeemer                          | Aponi Nelson            |                         |
| 2023 | On Sacred Ground                      | Mary Singing Crow       | [ 20 ]                  |
| 2023 | Hey, Viktor!                          | Irene                   |                         |
| 2024 | The Heart Stays                       | Aunt Celia              |                         |

### Televisão
| Ano       | Título                                   | Papel                             | Notas       |
| --------- | ---------------------------------------- | --------------------------------- | ----------- |
| 1994      | Lakota Woman: Siege at Wounded Knee      | Mary Crow Dog                     | Telefilme   |
| 1995      | The Marshal                              | Melissa Carey                     |             |
| 1996      | Grand Avenue                             | Reyna                             | Telefilme   |
| 1996      | Crazy Horse                              | Black Buffalo Woman               | Telefilme   |
| 1996      | Adventures from the Book of Virtues      | Morning Light, Sharp Eyes (voz)   | 2 episódios |
| 1996      | The Real Adventures of Jonny Quest       | Alice Starseer, additional voices | 2 episódios |
| 1997      | Profiler                                 | Maddy Duvall                      |             |
| 1997      | True Women                               | Tobe                              | Telefilme   |
| 1998      | Two for Texas                            | Sana                              | Telefilme   |
| 1999      | Blood Money                              | Naomi Lister                      | Telefilme   |
| 1999–2001 | Roughnecks: Starship Troopers Chronicles | Miriam Redwing (voz)              | 4 episódios |
| 2000      | The Lost Child                           | Grace                             | Telefilme   |
| 2001      | The Outer Limits                         | Callie Whitehorse Landau          |             |
| 2001      | The Agency                               | Diah Siagian                      |             |
| 2001      | House of Mouse                           | Pocahontas (voz)                  |             |
| 2004      | What's New, Scooby-Doo?                  | Cody Long (voz)                   |             |
| 2005      | Higglytown Heroes                        | Forest Ranger Hero (voz)          |             |
| 2005      | Into the West                            | Margaret Light Shines             |             |
| 2008–2009 | The Spectacular Spider-Man               | Jean DeWolff (voz)                | 4 episódios |
| 2012      | Young Justice                            | Shelly Longshadow (voice)         |             |
| 2012–2015 | Longmire                                 | May Stillwater                    | 3 episódios |
| 2017      | The Mist                                 | Kimi Lucero                       |             |
| 2017      | <i id="mwAoA">Scalped</i>                | Gina Bad Horse                    | Piloto      |
| 2018      | Westworld                                | Wichapi                           |             |
| 2020      | FBI: Most Wanted                         | Mary Lou Skye                     |             |
| 2020–2021 | The Stand                                | Ray Brentner                      | Minissérie  |
| 2022–2023 | Alaska Daily                             | Sylvie Nanmac                     |             |
| 2024      | Avatar: The Last Airbender               | Yagoda                            |             |
| 2024      | The Green Veil                           | Glennie Sutton                    |             |
| 2025      | American Primeval                        | Winter Bird                       | 5 episódios |

### Videoclipe
| Ano  | Título           | Artista(s)        | Papel              |
| ---- | ---------------- | ----------------- | ------------------ |
| 2017 | " Família Feud " | Jay-Z com Beyoncé | Senhora Presidente |

### Videogame
| Ano  | Título                                 | Papel               |
| ---- | -------------------------------------- | ------------------- |
| 1995 | Livro de histórias animado: Pocahontas | Pocahontas          |
| 1996 | Pocahontas da Disney                   | Pocahontas          |
| 2021 | Cookie Run: Kingdom                    | Biscoito Pocahontas |